# Svetlana Kana Radević
Svetlana Kana Radević (née le 21 novembre 1937 à Cetinje et morte le 8 novembre 2000 au Monténégro) est une architecte yougoslave.
Considérée comme la « première femme architecte monténégrine », elle était membre de l'Académie diocléenne des sciences et des arts. L'hôtel Zlatibor (cs) d'Užice et l'hôtel Podgorica (cs) de Podgorica sont des exemples notables de son travail.

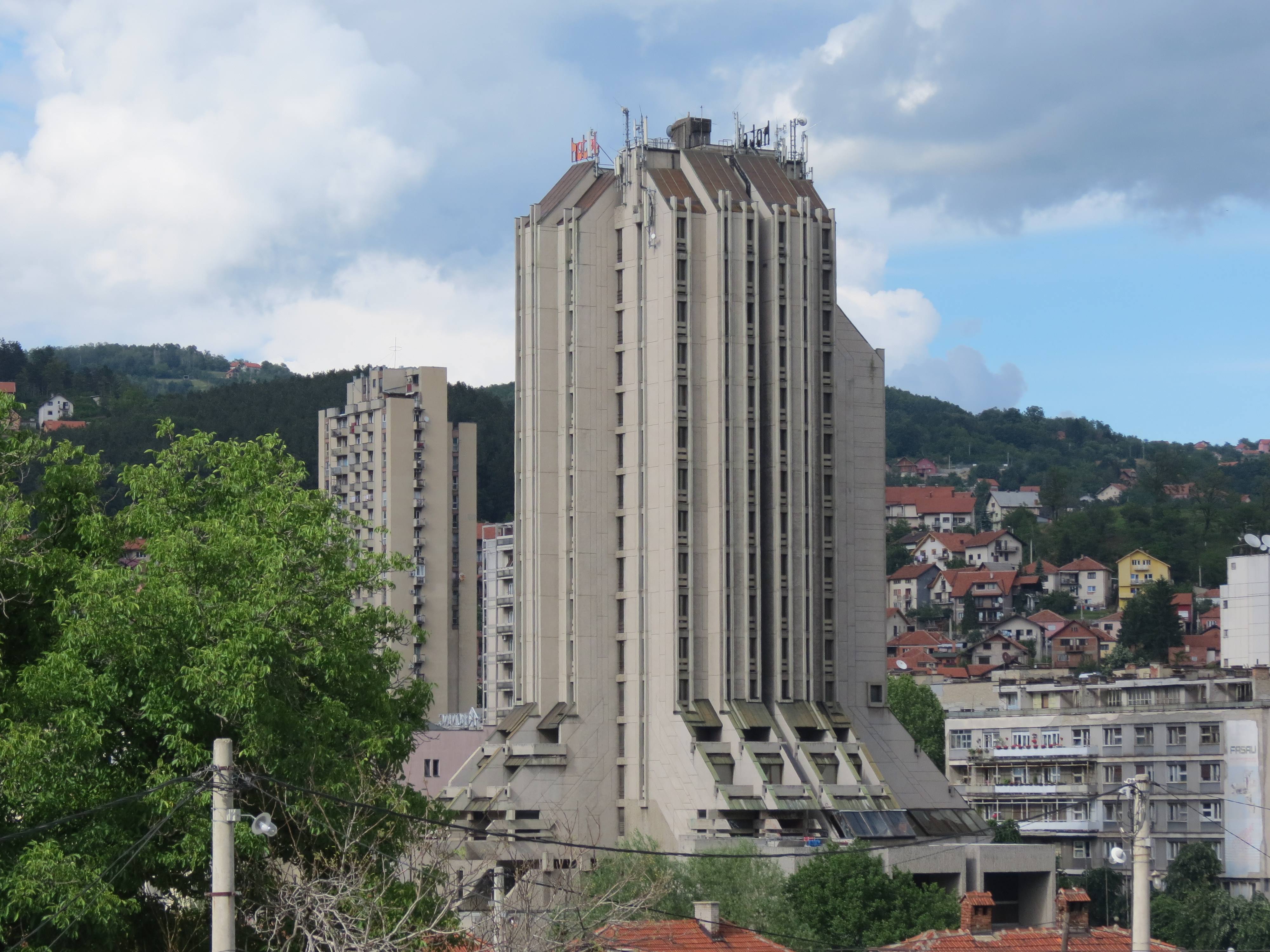
Hôtel Zlatibor (cs), Užice (1981)
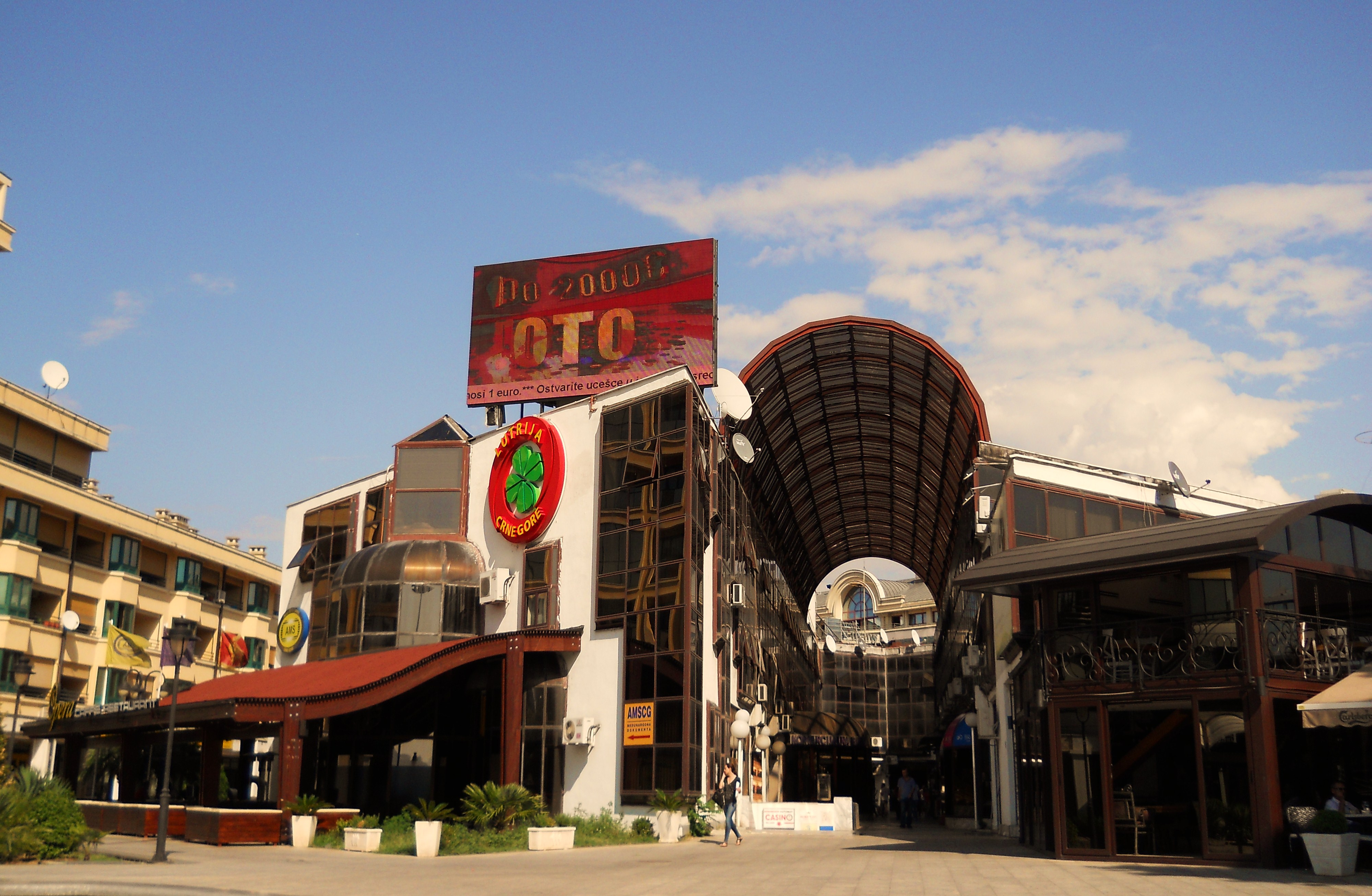
Centre commercial Kruševac, Podgorica (1991)
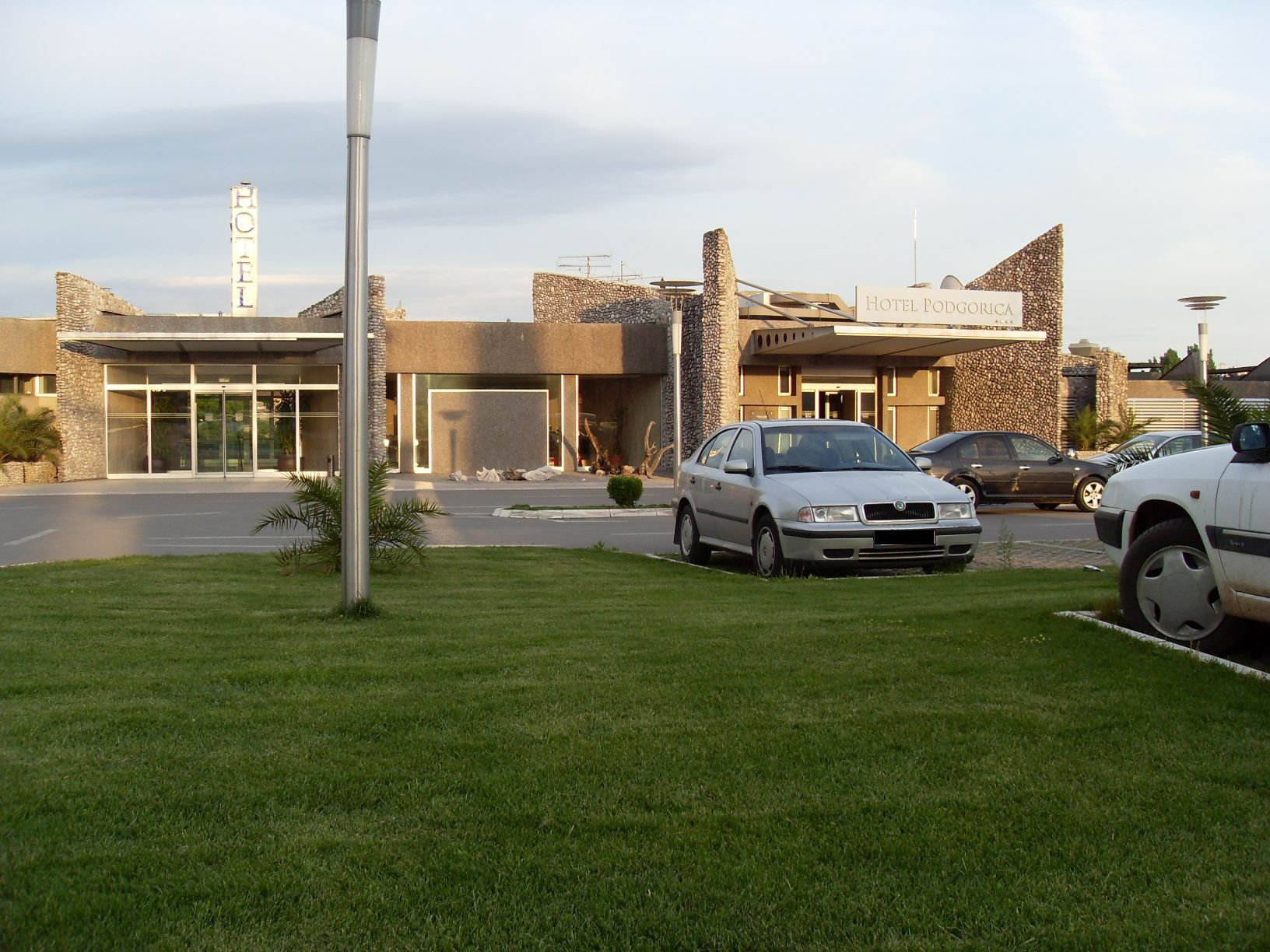
Hôtel Podgorica (cs), Podgorica